# William Crosbie (1er comte de Glandore)
William Crosbie, 1er comte de Glandore (mai 1716 - 11 avril 1781), connu sous le nom de Lord Brandon entre 1762 et 1771 et comme vicomte Crosbie entre 1771 et 1776, est un homme politique irlandais.

## Biographie
Il est le fils de Maurice Crosbie (1er baron Brandon), et d'Elizabeth Anne, fille de Thomas FitzMaurice (1er comte de Kerry).
Il est élu à la Chambre des communes irlandaise pour Ardfert en 1735, poste qu'il occupe jusqu'en 1762, lorsqu'il succède à son père dans la baronnie et entre à la Chambre des lords irlandaise. En 1770, il est nommé Custos Rotulorum de Kerry . Il est créé vicomte Crosbie, de Ardfert dans le comté de Kerry, en 1771, puis est fait comte de Glandore, dans le comté de Cork, en 1776.

## Mariages et successions
Lord Glandore se marie deux fois. Il épouse Theodosia, fille de John Bligh, 1er comte de Darnley, en 1745. Après sa mort en mai 1777, il épouse en secondes noces Jane, fille d'Edward Vesey et veuve de John Ward, en 1777. Il meurt en avril 1781 et est remplacé dans le comté par son seul fils survivant de son premier mariage, John Crosbie (2e comte de Glandore). La comtesse de Glandore est décédée en septembre 1787 .